# Édgar Álvarez
Édgar Álvarez   (Puerto Cortés, 18 de gener de 1980) és un exfutbolista hondureny de la dècada de 2000.
Fou 54 cops internacional amb la selecció d'Hondures.
Pel que fa a clubs, destacà a Platense, Club Atlético Peñarol, AS Roma i AS Bari.